# Otto Merker (Politiker)

Otto Merker

Karl Richard Otto Merker (* 2. Juni 1896 in Tauer; † nach 1950) war ein deutscher Politiker (NSDAP).

## Leben und Wirken
Nach dem Schulbesuch trat Otto Merker 1914 in ein Garde-Schützen-Bataillon der preußischen Armee ein. Ab 1914 nahm er am Ersten Weltkrieg teil: Zuerst mit Reserve-Jäger-Bataillon 16 und dann mit dem Reserve-Jäger-Bataillon 3. Im Krieg wurde Merker dreimal schwer verwundet und schließlich 1917 Schwerkriegsbeschädigter entlassen. Für seine Leistungen wurde er mit dem Eisernen Kreuz II. Klasse und dem Silbernen Verwundetenabzeichen ausgezeichnet.
Nach seiner Heimkehr arbeitete Merker als Gutsinspektor, bis er einen Betriebsunfall erlitt. Danach arbeitete er als Landwirt und Getreidekaufmann in Meseritz.
Zum 1. November 1929 trat Merker in die NSDAP ein (Mitgliedsnummer 167.150) und wurde schließlich Kreisleiter im Kreis Meseritz. 1932 wurde Merker als Abgeordneter in den Preußischen Landtag gewählt. Diesem gehörte er bis zur Auflösung dieser Körperschaft im Herbst 1933 an. 
Einige Monate nach der Machtergreifung der Nationalsozialisten wurde Merker am 15. Juni 1933 zum Landrat des Kreises Meseritz ernannt. Merker war zudem 1. Vorsitzender des Provinzialausschusses der Grenzmark Posen-Westpreußen, Fraktionsführer derselben Grenzmark sowie Hauptabteilungsleiter IV der Landesbauernschaft Kurmark. 
Anlässlich der Reichstagswahl vom November 1933 wurde Merker als Abgeordneter für den Wahlkreis 5 (Frankfurt an der Oder) in den nationalsozialistischen Reichstag gewählt. Diesem gehörte er bis zur Reichstagswahl vom März 1936 an. Zum 13. März 1936 wurde er aus der NSDAP ausgeschlossen.
In den Hamburger Adressbüchern für 1955 und 1960 ist Merker als "Landrat i.R." mit Adresse Witts Allee 17 nachweisbar.

## Ehe und Familie
Merker heiratete 1934 in Senftenberg.